# Lucas Verkoren
Lucas Verkoren (Leiden, 10 mei 1888 - Schoorl, 19 december 1955) was een Nederlands kunstschilder. 
Verkoren wordt gerekend tot de Leidse Impressionisten, een groep schilders die ook wel met de term Leidse School wordt aangeduid. Andere Leidse Impressionisten zijn: Arend Jan van Driesten, Chris van der Windt, Willem van der Nat, Johannes Cornelis Roelandse en Alex Rosemeier. Verkoren was lid van Kunstenaarsvereniging Sint Lucas te Amsterdam en voorzitter van Ars Aemula Naturae te Leiden.
Stedelijk Museum De Lakenhal in Leiden heeft verscheidene werken van Verkoren in de collectie.